# 吉村靖孝
吉村 靖孝（よしむら やすたか、1972年（昭和47年）8月23日 - ）は、日本の建築家、建築活動家。（株）吉村靖孝建築設計事務所主宰。吉岡賞など受賞。
建築家の吉村英孝は弟。

## 略歴
- 1972年 - 愛知県豊田市生まれ。
- 1988年 - 愛知教育大学附属岡崎中学校卒業[2]。
- 1991年 - 愛知県立岡崎高等学校卒業[2]。
- 1995年 - 早稲田大学理工学部建築学科卒業。
- 1997年 - 早稲田大学大学院理工学研究科修士課程修了。
- 1999年 - 2001年 文化庁派遣芸術家在外研修員としてMVRDV在籍。
- 2001年 - 東京理科大学、早稲田大学、東京大学、東京工業大学他にて非常勤講師を歴任
- 2002年 - 早稲田大学大学院理工学研究科博士後期課程満期退学。
- 2005年 - （株）吉村靖孝建築設計事務所設立。
- 2013年 - 明治大学特任教授
- 2018年 - 早稲田大学教授（現職）
- 2020年 - 株式会社ランドピア CTO（Container Technical Officer）（現任）

## 人物
- 学生時代、古谷誠章に師事。卒業設計終了直後、古谷の下、せんだいメディアテークコンペティションに参加した。古谷研究室での担当はほかにハイパースパイラルビルディング、海市展など。
- 早稲田大学、明治大学、早稲田大学芸術学校、東京理科大学、関東学院大学等で非常勤講師を歴任。
- 建築業界の仕事激減をいち早く察知し、建築市場の開拓・マーケット拡大に向け、積極的な活動が注目されている[要出典]。

## 主な受賞
- 2006年 - 第22回吉岡賞（ドリフト）
- 2007年 - 稲門建築会特別功労賞
- 2009年 - DFA Award 2009 金賞（Nowhere but Hayama）
- 2009年 - 神奈川建築コンクール優秀賞（軒の家）
- 2010年 - 香港『Perspective』誌 40under40 選出
- 2010年 - 平成22年東京建築士会住宅建築賞 金賞（Nowhere but Sajima）
- 2010年 - グッドデザイン賞特別賞（中川政七商店新社屋）
- 2011年 - 日本建築学会作品選奨（Nowhere but Sajima）
- 2011年 - JCDデザインアワード大賞（Red Light Yokohama）
- 2012年 - 日経ニューオフィス賞ニューオフィス推進賞（TBWA/HAKUHODO）
- 2014年 - 日本建築学会作品選奨（中川政七商店新社屋）
- 2014年 - AP賞（Window House）
- 2016年 - WADA賞（フクマスベース）
- 2018年 - 日本建築設計学会賞大賞（フクマスベース）
- 2018年 - 日本建築学会作品選奨（フクマスベース）

## 主な作品
- 2004年 - ドリフト
- 2009年 - NOWHERE BUT SAJIMA
- 2009年 - ベイサイドマリーナホテル横浜

## 主な著作
- 『EX-CONTAINER』吉村靖孝、2006年、グラフィック社
- 『超合法建築図鑑』吉村靖孝、2005年、彰国社
- 『MVRDV式』MVRDV＋吉村靖孝、2003年、彰国社

## 出演
- 『世界一受けたい授業』（2008年9月13日）19時56分 - 20時54分（日本テレビ）
- 『タモリ倶楽部』（2010年8月13日）24時20分 - 24時50分（テレビ朝日）